# 利林塔爾冰川
64°21′S 60°48′W / 64.350°S 60.800°W
利林塔爾冰川是南極洲的冰川，位於葛拉漢地西岸，最終在皮爾徹峰和鮑德溫峰之間注進凱利冰川，以德國的飛行先驅命名。